# Чорний дощ
Чорний дощ — трилер 1989 року.

## Сюжет
Майкл Дуглас і Енді Гарсія грають двох нью-йоркських поліцейських, до рук яких потрапляє безжалісний убивця, що належить до японської мафії-якудза. Партнерам належить ескортувати злочинця в Осаку, де його чекає суд. Але на японській землі лиходієві вдається втекти. Герої разом з японським детективом кидаються на його пошуки і виявляються втягнутими в криваву війну гангстерських кланів.

## У ролях
- Майкл Дуглас — детектив Нік Конкін
- Енді Гарсія — детектив Чарлі Вінсент
- Кен Такакура — Масахіро Матсумото
- Юсаку Мацуда — Кодзі Сато
- Кейт Кепшоу — Джойс
- Джон Спенсер — капітан Олівер
- Луїс Гузман — Френкі
- Стівен Рут — Берг